# Xòanon

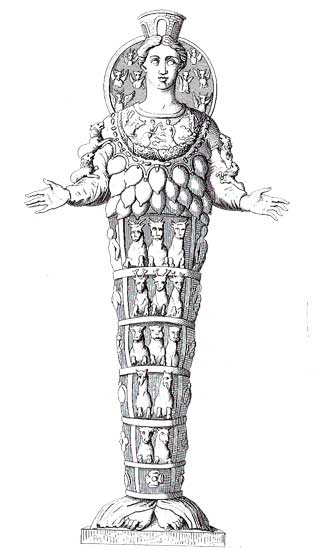
Gravat del amb la reconstrucció del xòanon d'Àrtemis d'Efes.

Un xòanon (grec antic: ξόανον, plural ξόανα) és una escultura de fusta amb caràcter votiu que es realitzava a l'època arcaica de l'antiga Grècia.
Els grecs clàssics associaven aquests objectes de culte, sigui anicònicament o en efígie, amb el llegendari Dèdal. Només n'han arribat còpies en pedra i marbre. Al segle ii, Pausànias va descriure nombrosos xòanons; en particular, la imatge d'Hera al Temple de Samos. L'estàtua d'Hera de Samos, com Etli de Samos diu, al principi només era un tros de fusta, però després, quan Procles governava, es va humanitzar la seva forma. En els seus viatges, Pausànias mai no esmenta haver vist un xòanon d'un home mortal.

## Característiques i tipus
Aquestes escultures tenien forma humana i s'adaptaven a la forma cilíndrica del tronc de l'arbre en el qual es tallaven. Podien estar formades per una estructura interior recoberta de plaques metàl·liques.
Alguns tipus de primitius xòanons poden reflectir-se en les seves versions arcaiques en marbre, com el pilar de l'Hera de Samos (museu del Louvre), la plana "Hera de Delos" o algunes figures arcaiques de curos que pot haver estat utilitzat per representar Apol·lo. Es considera, per tant, que són els precedents dels curos i de les cores que més tard s'esculpirien en pedra i marbre.
Un tipus diferent són les figures de culte que tenien tallades en marbre la cara, mans i peus i la resta del cos, de fusta (anomenats acròlits), la qual es cobria generalment amb un drap o amb pa d'or.